# ブルゾーロ
ブルゾーロ（伊: Bruzolo）は、イタリア共和国ピエモンテ州トリノ県にある、人口約1,500人の基礎自治体（コムーネ）。

## 地理

### 位置・広がり

#### 隣接コムーネ
隣接するコムーネは以下の通り。
- キアノッコ
- コンドーヴェ
- サン・ディーデロ
- サン・ジョーリオ・ディ・スーザ
- ウッセーリオ

## 行政

### 分離集落
ブルゾーロには、以下の分離集落（フラツィオーネ）がある。
- Bigiardi, Chiotetti, Campobenedetto, Comba, Combette, Marere, Meisonardi, Moriondo, Pratosellero, Seinera